# Pseudochaeta brooksi
Pseudochaeta brooksi là một loài ruồi trong họ Tachinidae.